# Klumplidklumpen
Klumplidklumpen är ett fjäll i Frostvikens socken, Strömsunds kommun. Fjället har en höjd på 819 meter över havet, och har en något karakteristisk form med två klumpar som toppar.